# Heinrich Ferdinand Eckert

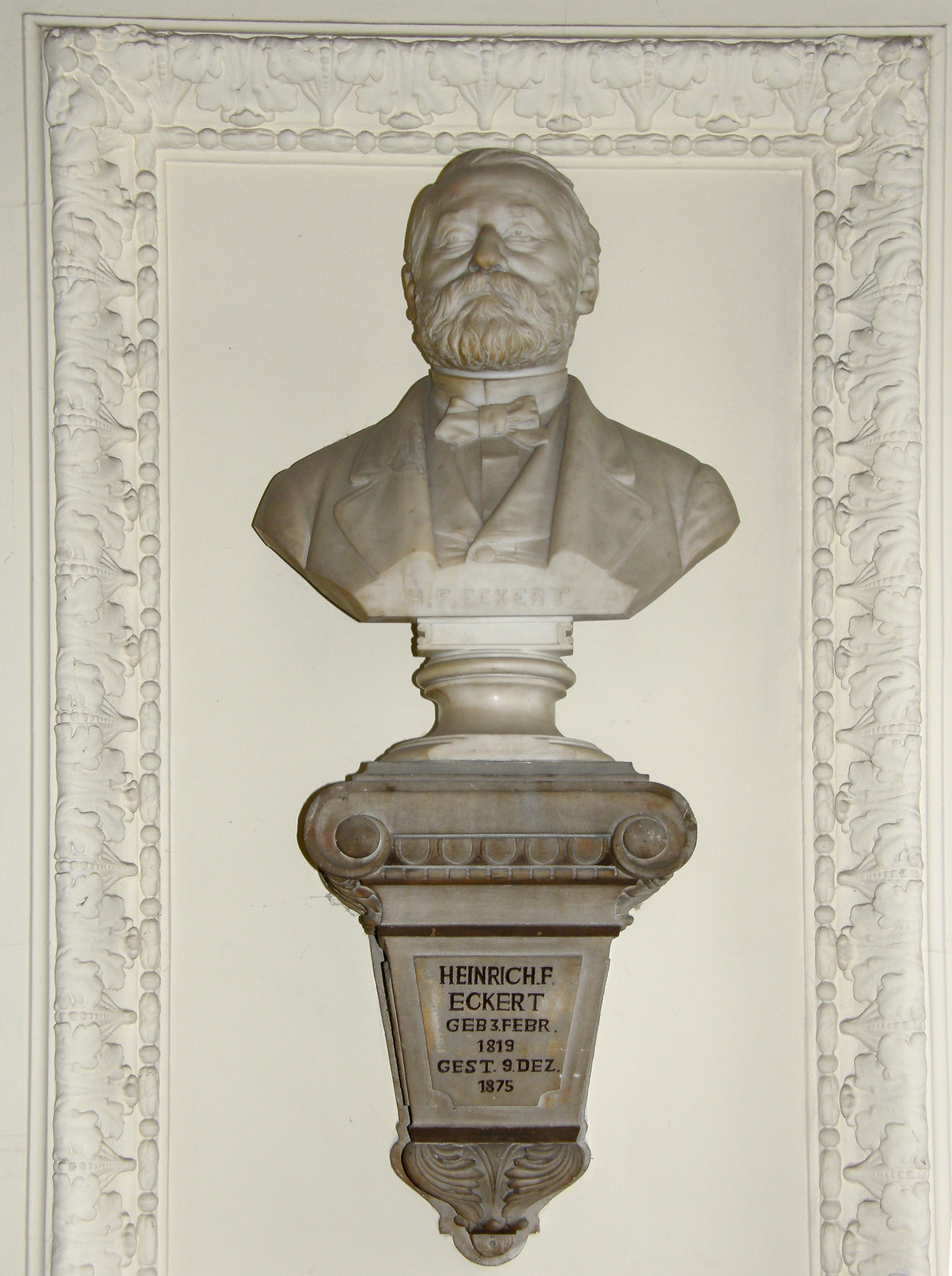
Büste Heinrich Eckerts an der Landwirtschaftlichen Fakultät der Humboldt-Universität zu Berlin

Heinrich Ferdinand Eckert (* 3. Februar 1819 in Schwiebus; † 9. Dezember 1875 in Berlin) war ein deutscher Unternehmer in der Maschinenbauindustrie, der vor allem als Entwickler und Hersteller von Landmaschinen bekannt wurde. Er gilt neben Rudolph Sack als Vater des deutschen Pflugbaus.

## Leben
Heinrich Eckert war das achte Kind des Tuchmachers Christoph Gottlob Eckert und dessen Ehefrau Johanna Christina Eckert geb. Hertzberg. 1827 zog die Familie nach Konstantynów Łódzki in Kongresspolen, wo der Vater Arbeit in einer Weberei fand. Heinrich Eckert begann 1833 eine Lehre als Weber, brach diese aber ab und wurde Lehrling in der Schlosserei Stenzel in Łódź. Er kehrte nach Schwiebus zurück und schloss die Lehre bei seinem Onkel ab, dem Schlosser Wilke. 1838 erhielt er den Gesellenbrief, und zwei Jahre später ging er nach Berlin. Hier arbeitete Eckert in verschiedenen Schlossereien und erwarb 1846 das Meister- und Bürgerrecht. Er richtete seine erste Werkstatt im Kellergeschoss des Hauses Elisabethstraße 41 ein, zog aber schon ein Jahr später ins Gebäude Landsberger Straße 55.
Entscheidend für Eckerts Entwicklung zum Landmaschinenfabrikanten war die Begegnung mit Johann Pistorius, der ihn beauftragte, einige aus Großbritannien und den Vereinigten Staaten bezogene Pflüge an die Bodenverhältnisse in der Mark Brandenburg anzupassen. 1848 entwickelte Heinrich Eckert den „Eckertschen Schwingpflug“, der Elemente des Ruchadlo – eines böhmischen Sturzpflugs – und des US-amerikanischen Schwingpflugs vereinte und für die sandigen Böden Norddeutschlands hervorragend geeignet war. Der Erfolg des Modells erlaubte es Eckert, bereits 1849 auf dem Grundstück Kleine Frankfurter Straße 1 die erste deutsche Pflugfabrik mit Massenfertigung zu errichten, in der er 250 Arbeiter beschäftigte. In den Jahren bis 1860 entwickelte er insgesamt 20 verschiedene Pflugtypen, die bis nach Südrussland und Südafrika exportiert wurden und mit den bis dahin vorherrschenden britischen Modellen erfolgreich konkurrierten. Schon 1850 erweiterte Eckert seine Produktpalette um Futterzubereitungsmaschinen, und – nachdem er 1851 die Weltausstellung in London besucht hatte, um sich Anregungen für weitere Produkte zu holen – ab 1853 auch um Dresch- und Sämaschinen, Kornreinigungsmaschinen und Drainröhrenpressen.
Die Nachfrage nach den Eckert’schen Landmaschinen nahm weiter zu, so dass er 1856 den Grundstein für die Fabrik landwirtschaftlicher Maschinen und Eisengießerei von H. F. Eckert legen konnte. Zwei Jahre später kam eine eigene Gießerei hinzu. 1860 wandte er sich dem Wagenbau zu. Seine Fabrik, die er nun Eisengießerei und landwirthschaftliche Maschinen-Bauanstalt nannte, produzierte auch Militärfahrzeuge für den Deutschen Krieg 1866, belieferte die Oberpostdirektionen mit Postwagen und die Stadtverwaltung mit Straßenreinigungsmaschinen. Eckert baute nun auch Dampfmaschinen, Dampfkessel, Drill- und Hackmaschinen sowie Lokomobile. Obwohl das Unternehmen jährlich 15.000 Pflüge produzierte, war der Umsatz mit Eisenkonstruktionen, etwa für den Görlitzer Bahnhof, noch deutlich höher. Das Betriebsgelände wurde durch Zukäufe mehrfach erweitert.

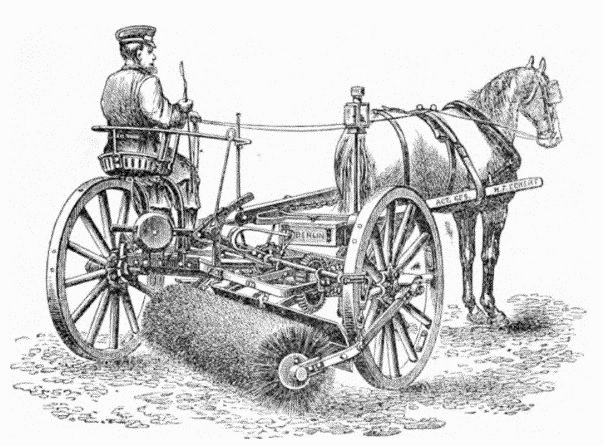
Eckert-Straßenkehrmaschine, um 1880

Ab 1871 wurden die Fabrikanlagen auf dem Eckertsberg westlich vom späteren Baltenplatz (heute Bersarinplatz) errichtet, an dem Eckert dann in seiner Villa zwischen heutiger Rigaer Straße und Weidenweg lebte. Im Jahr 1871 überführte Eckert sein Unternehmen in eine Aktiengesellschaft, die Firma lautete nun AG für den Bau landwirtschaftlicher Maschinen und Geräte und für Wagenfabrikation H. F. Eckert, Eckert war ihr Generaldirektor. Das Aktienkapital von 600.000 Talern (= 1,8 Millionen Mark) stockte Eckert 1873 – kurz bevor der Gründerkrach Deutschland erreichte – noch einmal um 200.000 Taler (= 600.000 Mark) auf. Eckert selbst besaß Aktien im Wert von 150.000 Talern (= 450.000 Mark). Obwohl den Aktionären eine Dividende von zehn Prozent in Aussicht gestellt worden war, fiel diese nach Einsetzen der Rezession 1874 aus. Der Aktienkurs halbierte sich innerhalb von drei Jahren. Eckert gab die Leitung des Unternehmens ab und wechselte in den Aufsichtsrat. Er wandte sich nun Bauprojekten zu, kaufte Land östlich von Berlin an der späteren Rigaer Straße und gab den Bau von vier Arbeiterwohnhäusern in Auftrag, deren Fertigstellung er aber nicht mehr erlebte. Er starb 56-jährig am 9. Dezember 1875 und wurde auf dem Alten Georgen-Friedhof beigesetzt. Eckerts Ehefrau Emilie war bereits 1864 gestorben, und von seinen 13 Kindern überlebten ihn nur fünf.
Der Aktienkurs erholte sich etwas; 1877 wurde das Aktienkapital nominell von 2,4 Millionen Mark auf 1,65 Millionen Mark reduziert, in den 1880er Jahren aber schrittweise wieder erhöht. Das Unternehmen erlebte um die Jahrhundertwende am 1894 in Betrieb genommenen neuen Standort in Friedrichsberg – Frankfurter Chaussee 162–165, später Frankfurter Allee 136–141 im Verwaltungsbezirk Berlin-Lichtenberg – mit 1200 Arbeitern seine Blütezeit. Das Aktienkapital betrug ab 1911 6 Millionen Mark, nach inflationsbedingt starkem Anschwellen wurde es 1924 auf 3,1 Millionen Reichsmark umgestellt und 1927 auf die Hälfte herabgesetzt. Das Unternehmen überstand die Weltwirtschaftskrise trotz erheblicher Schwierigkeiten und existierte noch bis zum Beginn der 1940er Jahre.
Im Berliner Ortsteil Friedrichshain wurde 1897 die Eckertstraße nach Heinrich Eckert benannt; außerdem gab es auch eine Eckertstraße an der Ostseite des Werks in Friedrichsberg (Frankfurter Chaussee 162–165, später Frankfurter Allee 136–141), die jedoch bereits 1933 in Buchberger Straße umbenannt wurde.

## Weitere Quellen
- Katalog der Actien-Gesellschaft H. F. Eckert, Berlin-Friedrichsberg. 1904. (bei der ZLB Berlin vorhanden; auf der Startseite „VÖBB“ anklicken und in das Suchfenster „Eckert, Heinrich Ferdinand“ eingeben)